# Victor Henri Joseph Brahain Ducange
Victor Henri Joseph Brahain Ducange (ur. 24 listopada 1783 w Hadze, zm. 15 października 1833 w Paryżu) – francuski powieściopisarz i autor dramatyczny. 
Napisał m.in. powieść Les trois filles de la reuve L'artiste et le soldat.
Spośród jego utworów na język polski przetłumaczono m.in.: Jest temu lat szesnaście, Oblubienica z Lamermooru, Trzydzieści lat czyli życie szulera.